# Pandemia de gripe A (H1N1) de 2009-2010 en Panamá
La pandemia de gripe A (H1N1), que se inició en 2009, entró en Panamá el 8 de mayo del mismo año. Este fue el 10º país en reportar casos de gripe A en el continente americano. El primer caso fue una persona que había llegado al país desde los Estados Unidos.

## Evolución del brote epidemiológico
El 8 de mayo se confirmó el primer caso: un joven de 20 años proveniente de Estados Unidos. Al 1 de junio, Panamá contaba ya con 155 casos confirmados.
El 28 de mayo, se confirmaron 20 casos más, por lo que los casos aumentaron a 107 en el país. También se informó que las edades promedias eran de 66 casos menores de 15 años y 30 de entre 20 y 49 años. 50 correspondían al sexo masculino y 57 al sexo femenino.
El 5 de junio, las autoridades sanitarias confirmaron otros 13 nuevos casos, elevándose el número a 179 casos.
Hasta el 10 de marzo de 2010 (fecha de la última actualización), Panamá confirmó 813 casos y 12 muertes por la gripe A (H1N1).

## Medidas gubernamentales
Entre las principales medidas sanitarias efectuadas por el gobierno fue la del cierre temporal de colegios donde se reportaron infectados y la desinfección de estos. También el gobierno realizó una campaña masiva de divulgación del brote, y pidió a la población extremar su higiene, al usar máscaras quirúrgicas, y la asistencia a los centros de salud en caso de tener síntomas de la nueva gripe. El Ministerio de Salud realizó campañas de vacunación a niños menores de 5 años y adultos mayores a 60 años, para protegerlos de la influenza estacional.
El 14 de mayo el Ministerio de Salud recomendó a los habitantes de Ciudad de Panamá a no movilizarse al interior del país si no era necesario. También obligó la realización a puertas cerradas de eventos deportivos como medida preventiva. El 16 de mayo, el ministerio evaluaba si se hacían eventos multitudinarios de manera selectiva, pero descartaron el cierre de cines, hoteles, restaurantes y discotecas. Sin embargo, el turismo local fue afectado y las empresas del sector criticaron las decisiones tomadas por el gobierno para confrontar el brote. Algunas actividades como la celebración de la fundación de Natá de los Caballeros, en donde se esperaba la asistencia de 10 mil personas, será suprimida parcialmente. Sin embargo, otras actividades como la procesión del Señor de los Milagros, en La Mesa de Veraguas, en donde asistieron alrededor de 5.000 personas, se realizó aun cuando representantes del Ministerio de Salud y de la Iglesia Católica recomendaron no hacerlo.
El día 18 de mayo el Ministerio de Salud levantó la cuarentena domiciliaria a los primeros casos contagiados y sus familiares, quienes se han recuperado de manera satisfactoria.
El día 20 de mayo, el Instituto Conmemorativo Gorgas, en representación de Panamá entregó a la Organización Panamericana de la Salud las primeras cepas aisladas del virus de la gripe A (H1N1) que circula en el país. Con esta acción, se convierte en el segundo país del mundo en entregar las cepas, después de México. Con esta investigación, se descubrió que estas cepas son las mismas que circulan en México y Estados Unidos, por lo que en este momento el virus no ha mutado.
El 3 de junio, la Comisión Nacional Intersectorial decidió levantar las restricciones de la participación de personas en eventos masivos y la flexibilización del uso de mascarillas en el Aeropuerto Internacional de Tocumen, luego de analizar una tendencia a la estabilización del brote; manteniendo por el momento las medidas de bioseguridad y de divulgación. De igual manera se ha reducido la presentación de comunicados sobre la evolución del brote de diario a dos veces por semana.
El día 5 de junio un bebé de alrededor un mes de nacido fue ingresado en la sala de cuidados intensivos del Hospital del Niño Dr. José Renán Esquivel con un cuadro de complicaciones respiratorias, siendo el primer caso grave de un infectado por la gripe A (H1N1) en Panamá, pero éste se recuperó hacia el 12 de junio.
Con la declaración de pandemia por la OMS el día 11 de junio, las instituciones médicas tomaron varias medidas como el fortalecimiento de la capacidad de respuesta y bioseguridad para el tratamiento de los enfermos, se dará seguimiento a la enfermedad, se vigilará de manera diaria cualquier caso relacionado con infecciones respiratorias graves y el aumento de la docencia hacia la población. También se anunció de parte del Instituto Conmemorativo Gorgas que se suspenderán las pruebas de laboratorio y considerarán mediante nexo epidemiológico como contagiados a toda persona que tenga los síntomas y haya estado en contacto con pacientes con el virus; de igual manera se racionalizarán los medicamentes antivirales y sólo serán suministrados a casos graves y a pacientes con riesgo.

## Muertes
La primera muerte en el país, se dio en un bebé de nueve meses que murió por gripe A (H1N1), luego de que el virus contagió a más de 541 personas. Según las autoridades sanitarias, el menor falleció en el Hospital del Niño Dr. José Renán Esquivel debido a complicaciones respiratorias.

## Estadísticas
De los 330 casos reportados al 18 de junio, 174 eran varones y 156 eran mujeres; por edad, 208 casos eran provenientes menores de 15 años, 44 casos están entre los 15 y 19 años, 70 están entre los 20 y 49 años y 8 casos son de mayores de 49 años. Por ubicación, 297 casos se encuentran en la provincia de Panamá (225 en el distrito de Panamá, 58 en el distrito de San Miguelito, 14 en el distrito de Arraiján), 28 en la provincia de Colón, dos en la provincia de Chiriquí, uno en la provincia de Coclé y un caso de una residente panameña que vino de los Estados Unidos y fue captada en el Aeropuerto Internacional de Tocumen con los síntomas.
De los casos confirmados, 290 (88%) se les ha dado la alta epidemiológica y han podido regresar su vida habitual. Todos los casos, con excepción de uno, han sido leves y no han requerido la hospitalización, por lo que sólo se han limitado a la cuarentena. El caso más grave fue de un recién nacido de un mes de nacido quien estuvo en cuidados intensivos pero que días después se recuperó. Se han descartado 368 casos sospechosos.